# トト・クトゥーニョ
トト・クトゥーニョ（Toto Cutugno、1943年7月7日 - 2023年8月22日）は、イタリアの歌手、作曲家。
1983年リリースされた世界的なヒット曲「L'Italiano」が有名、また、1990年のユーロビジョン・ソング・コンテスト1990で「Insieme：1992」（1992年を一緒に）でイタリア人歌手として26年ぶりに優勝したことでも知られている。 これまでに1億枚を超えるレコード売り上げ記録を有している。

## 経歴
トスカーナ州フォズディノーヴォ生まれ。シチリアのバルチェッローナ・ポッツォ・ディ・ゴット生まれの父と主婦の母の子として生まれる。生後まもなく、家族はラ・スペツィア（リグーリア州）に引っ越した。 
彼は音楽の経歴をドラマーから始めたが、後に、彼自身の歌を演奏したバンド「トトとタティ」を結成。その後、数多くのイタリア内外の歌手に楽曲を提供する（フランス系アメリカ人歌手Joe Dassinのために「L'étéindien」（「アフリカ」）、「Et si tu n'existais pas」、「Le Jardin du」など、彼の代表曲となる曲を多く提供した。特に「愛の挽歌 L'Ete Indien（Africa）」が大ヒットした。また、フランス人歌手ダリダの「Laissez moi danser」（「Voglio l'anima」）を共同執筆し、リリース直後にプラチナのレコードとなった）。 
1976年に、サンレモ音楽祭に初めて参加し、「Volo 504」で彼のバンドAlbatrosで3位に入賞する。
1976年には「別れのローマ空港」、1977年には「グランプリ」がヒットした。
1977年にはソロ歌手に転身。
1980年代に入ると、「ソロ・ノイ」でサンレモ音楽祭で優勝する。
1983年、「L'italiano」（「The Italian」）は、歌詞と典型的なイタリア語を肯定するメロディーでイタリア人から人気を得る。この曲は、当初、Adriano Celentanoが歌う予定だったが、彼が拒否したためクトゥーニョのものとなった。この曲はサンレモ音楽祭では5位入賞にとどまったが、世界中で大ヒットした。 
1984年に「Serenata」（「セレナーデ」）でサンレモで2位に入賞する。
サンレモ音楽祭には、その後も1987年に「Figli」（「息子」または「子供」）で、1988年に「Emozioni」（「感情」） で、1989年に「Le mamme」（「Mothers」）で、1990年にはレイ・チャールズと「Gli amori」（「Loves」、チャールズのバージョンでは「Good Love Gone Bad」というタイトル）で、2005年にも参加し、トト・クトゥーニョはフェスティバルに合計13回参加した。 
1990年にはユーゴスラビアで行われたユーロビジョン・ソング・コンテストで彼自身の作曲した「Insieme: 1992」（ヨーロッパの政治統合とEUの設立を祝ったバラード）でイタリア勢として2度目の優勝を果たす。46歳302日で、クトゥーニョは1958年にアンドレ・クラボーが記録した記録を上回り、これまでで最長年のコンテスト優勝者となった（この記録はオールセン・ブラザーズが優勝する2000年まで続いた）。イタリアで唯一の1964年のユーロビジョン優勝者であるジリオラ・チンクェッティとともに、1991年のコンテストを発表をローマで上演した。
2023年8月22日、ミラノの病院で死去。80歳没。

## 私生活
Carla Cutugnoという女性と結婚している。別の女性との間にNicoloという息子がいる。 

## 作品
- Albatros (1976)
- Come ieri, come oggi, come sempre (1978)
- Voglio l'anima (1980)
- Innamorata, innamorato, innamorati (1981)
- La mia musica (1982)
- L'italiano (1983)
- Per amore o per gioco (1985)
- Azzura malinconia (1986)
- Mediterraneo (1987)
- Toto Cutugno (1990)
- Insieme 1992 (1990)
- Non è facile essere uomini (1992)
- Voglio andare a vivere in campagna (1995)
- Canzoni nascoste (1997)
- Il treno va (2002)
- Cantando (2004)
- Come noi nessuno al mondo (2005)
- Un falco chiuso in gabbia (2008)
- I Miei Sanremo (2010)
- Ritratto: 50 anni di musica, CD triplo*  (2015)